# جلال الدين باشا
جلال الدين باشا كان وزيرا أيام حكم السلطان عبد العزيز. تآمر مع مدحت باشا في قتلة وهو زوج أخت السلطان عبدالحميد (جميلة سلطان) الذي تولى مقاليد الأمور بعد السلطان عبد العزيز واستمر بالتآمر مع مدحت باشا على السلطان عبد الحميد أيضا وخلعة والاتيان بأخية مراد ولكن عبد الحميد كشف الأمر وتم نفي مدحت باشا إلى إيطاليا ولم يمس جلال باشا بسوء بل همشة في أمور الدولة واكتفى بمراقبتة.